# Protetorado de Uganda
O Protectorado Britânico do Uganda foi um protetorado do Império Britânico na África Oriental de 1894 a 1962. Em 1893, a Companhia Imperial Britânica da África Oriental transferiu os seus direitos de administração do território que consistia principalmente do Reino de Buganda para o governo britânico. Em 1894, o Protetorado de Uganda foi estabelecido e o território foi estendido para além das fronteiras de Buganda a uma área que corresponde aproximadamente a atual Uganda. O território se tornou independente em 1962, convertendo-se no atual Uganda.